# Ящук, Ростислав Давыдович
Ростисла́в Давы́дович Ящу́к (22 декабря 1914 года [4 января 1915] — 24 февраля 1985) — участник Великой Отечественной войны, старший лётчик-наблюдатель 47-го гвардейского отдельного авиационного полка дальних разведчиков Главного командования военно-воздушных сил Красной Армии, гвардии старший лейтенант, Герой Советского Союза.

## Биография
Родился 4 января 1915 года в Чернигове. Окончил Ленинградский химико-технологический институт.
В Красной Армии с 1937 года. В 1940 году окончил Челябинское военное авиационное училище лётчиков-наблюдателей. Участник Великой Отечественной войны с августа 1942 года. Сражался на Северо-Западном и Калининском фронтах.
К октябрю 1943 года гвардии старший лейтенант Ящук Р. Д. совершил 75 боевых вылетов на разведку противника с фотографированием его объектов.

Указом Президиума Верховного Совета СССР «О присвоении звания Героя Советского Союза офицерскому составу военно-воздушных сил Красной Армии» от 4 февраля 1944 года за «образцовое выполнение боевых заданий командования на фронте борьбы с немецкими захватчиками и проявленные при этом отвагу и геройство» удостоен звания Героя Советского Союза с вручением ордена Ленина и медали «Золотая Звезда» (№ 2803).

В запасе с 1957 года. Жил в Чернигове, работал в органах внутренних дел. Умер 24 февраля 1985 года.

## Награды
- Герой Советского Союза;
- орден Ленина;
- два ордена Красного Знамени;
- орден Отечественной войны 1 степени;
- орден Красной Звезды;
- медали, в том числе:
  - медаль «За победу над Германией в Великой Отечественной войне 1941—1945 гг.»;
  - юбилейная медаль «Двадцать лет Победы в Великой Отечественной войне 1941—1945 гг.»;
  - юбилейная медаль «Тридцать лет Победы в Великой Отечественной войне 1941—1945 гг.».

## Память
- Похоронен на Яцевском кладбище города Чернигова.
- В Чернигове на доме, где жил Ростислав Давыдович, установлена мемориальная доска.